# Stary Grabiąż
Stary Grabiąż – wieś w Polsce położona w województwie zachodniopomorskim, w powiecie szczecineckim, w gminie Barwice.
Przez wieś przepływa Grabiąska Struga.